# Ste-Véronique (Bannalec)

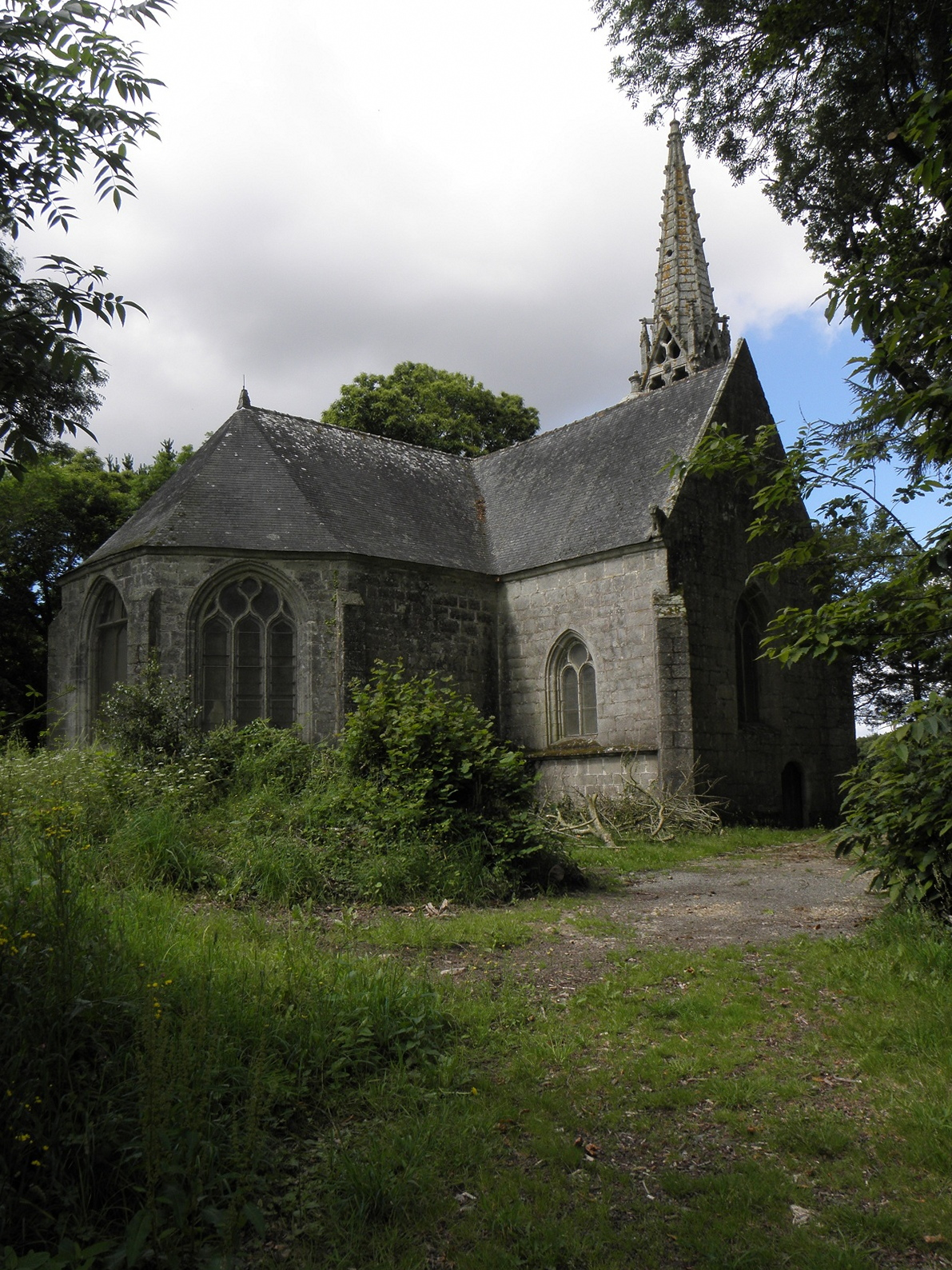
Kapelle Ste-Véronique

Die römisch-katholische Kapelle Ste-Véronique im  Weiler La Véronique, einem Ortsteil von Bannalec im Département Finistère in der Bretagne, ist seit 1914 als Monument historique klassifiziert.

## Geschichte
Die der heiligen Veronika geweihte Kapelle ersetzt ein älteres Gotteshaus, das sich etwa 200 Meter südlich vom heutigen Standort befunden hat und vermutlich im Jahr 1597 im Zuge kriegerischer Auseinandersetzungen zerstört wurde. Die neue Kapelle wurde zwischen 1605 und 1610 im Auftrag des Barons de Kermeno in nachgotischen Formen auf dem Grundriss eines lateinischen Kreuzes errichtet. Die Sakristei wurde im Jahr 1662 hinzugefügt. Die Kapelle bewahrt drei ältere Glasfenster aus dem 16. Jahrhundert.
Das Bauwerk war im Jahr 2019 Drehort für die Folge Bretonische Geheimnisse der Kriminalfilmreihe Kommissar Dupin. Die Handlung des Romans und der Verfilmung spielt allerdings nicht in Bannalec im Finistère, sondern weiter östlich im Wald der Brocéliande bei Rennes.